# Fundy (circonscription fédérale)
Pour les articles homonymes, voir Fundy.
Fundy était une circonscription électorale fédérale du Nouveau-Brunswick, au Canada, dont le représentant a siégé à la Chambre des communes de 2003 à 2004.

## Histoire
La circonscription de Fundy, très éphémère, a été créée en 2003 et abolie l'année suivante. Elle était composée du Comté d'Albert, à l'exception d'une partie de la ville de Riverview, du comté de Kings, à l'exception des paroisses de Greenwich, Kars, Springfield et de Studholm, d'une partie de la paroisse de Westfield, des villes de Grand Bay-Westfield et de Rothesay et d'une partie de la ville de Quispamsis, d'une partie du comté de Queens (paroisses de Brunswick et Waterborough), d'une partie du comté de Saint-Jean (paroisses de St. Martins et de Simonds et du village de Saint-Martins, et enfin de la paroisse de Salisbury et des villages de Salisbury et de Petitcodiac (Comté de Westmorland).

## Liste des députés successifs
Cette circonscription fut représentée par le député suivant :
|  | Législature | Date élection | Député    | Profession | Parti        |
|  | ----------- | ------------- | --------- | ---------- | ------------ |
|  | 38e         | 28 juin 2004  | Rob Moore | Avocat     | Conservateur |